# Рибамар, Лукас
Лукас Рибамар Лопес дос Сантос Бибиано (порт.-браз. Lucas Ribamar Lopes dos Santos Bibiano; 21 мая 1997, Рио-де-Жанейро, Бразилия), более известный как Рибамар — бразильский футболист, нападающий клуба «Америка Минейро».

## Биография
Лукас начал заниматься футболом в своём родном городе, Рио-де-Жанейро. Он успешно прошёл просмотр в Футбольный центр Зико, однако его мать, которая воспитывала Рибамара в одиночку, не смогла найти средств для оплаты образования сына. В 2011 году нападающий присоединился к юношеской команде «Ботафого».
В 2015 году Рибамар в 37 встречах юношеского первенства забил 17 мячей, и был переведён в первую команду «Ботафого». 30 января 2016 года он дебютировал в матче Лиги Кариока против «Бангу». 25 февраля нападающий отметился первым забитым мячом, установив окончательный счёт в матче с «Флуминенсе».
15 мая Рибамар провёл дебютную игру в чемпионате Бразилии.
В начале июля 2016 года было объявлено о трансфере нападающего за 2,5 миллиона евро в кипрский «Аполлон», однако затем лимасолский клуб отказался от сделки.
В конце июля 2016 Рибамар оформил переход в немецкий «Мюнхен 1860», заключив контракт на пять лет. Сумма сделки составила 2,5 миллиона евро.